# Sierra Nevada Corporation
Sierra Nevada Corporation (SNC) és una empresa estatunidenca especialitzada en proveir de sistemes electrònics i integrats de microsatèl·lits, telemedicina, i serveis de transport orbital comercial. Sierra Nevada Corporation opera sota el lideratge del conseller delegat, Fatih Ozmen i el President, Eren Ozmen. La companyia té contractes amb les Forces Armades dels Estats Units d'Amèrica, la NASA i empreses de vol espacial privat. Té seu a Sparks, Nevada.
SNC dona suport a àrees de negoci, subsidiàries i afiliats amb prop de 3.000 empleats a 34 ubicacions a 19 estats dels Estats Units, Anglaterra, Alemanya i Turquia.